# Anomala osmanlis
Anomala osmanlis är en skalbaggsart som beskrevs av Blanchard 1851. Anomala osmanlis ingår i släktet Anomala och familjen Rutelidae. Inga underarter finns listade i Catalogue of Life.